# Football Club Copenhague
El Football Club Copenhague (en danés: Football Club København, también conocido por su abreviatura FCK) es un club de fútbol profesional de Copenhague, Dinamarca. Fue fundado en 1992 a través de la fusión del Kjøbenhavns Boldklub y Boldklubben 1903.
El Copenhague ha ganado dieciséis campeonatos de fútbol daneses y diez copas nacionales, lo que le convierte en el club más exitoso de la historia del fútbol danés en términos de trofeos ganados. El Copenhague también es un habitual de la fase de grupos de la Liga de Campeones de la UEFA y la UEFA Europa League, más que ningún otro club danés, y es el único club del país que ha alcanzado la fase final de la Liga de Campeones. Copenhague es actualmente el club escandinavo mejor clasificado en la lista de rankings de equipos de la UEFA.
Conocidos como Byens Hold («el equipo de la ciudad») o Løverne («leones»), juegan sus partidos en el Telia Parken, que también sirve como sede para los partidos del equipo nacional de fútbol de Dinamarca. Desde su fundación, el FCK ha desarrollado una feroz rivalidad con el Brøndby IF. Los encuentros del derbi de Copenhague entre ambos han atraído a algunas de las mayores multitudes en la historia del fútbol danés.

## Historia
El actual F. C. Copenhague surgió de la fusión de dos equipos históricos de la capital danesa: el Kjøbenhavns Boldklub (fundado en 1879 y considerado el club más antiguo de la Europa continental) y el Boldklubben 1903 (fundado en 1903). Los dos clubes tuvieron mucha importancia en el campeonato nacional hasta la década de 1980, cuando se vieron superadas por el empuje del Brøndby IF y perdieron fuelle.
La capital aprovechó la reconstrucción del estadio nacional en el Parken Stadion para promover la unión de ambos rivales en un nuevo club. El actual "F. C. Copenhague" se constituyó el 1 de julio de 1992 y tomó la licencia del Boldklubben 1903 para competir en la Superliga Danesa a partir de la temporada 1992-93. Además de retomar el dominio a nivel nacional, se fijó como objetivo lograr la clasificación en competiciones europeas y cimentar una sólida base de aficionados. Casi toda la plantilla procedía del Boldklubben, mientras que del KB se tomaron los colores sociales.
En el año de debut pudo disputar la Copa de la UEFA y fue campeón liguero a las órdenes de Benny Johansen. Una campaña después terminó segundo en liga, mientras que en las preliminares de la Liga de Campeones de la UEFA fue derrotado por el A. C. Milan con un marcador global de 0:6. Sin embargo, los inicios no fueron tan fáciles como esperaban y a finales del siglo XX solo pudieron sumar dos campeonatos de Copa (1995 y 1997) al palmarés. La situación cambió con la llegada a la presidencia en 1996 del empresario Flemming Østergaard, encargado del desarrollo de la entidad hasta su retirada en 2010.

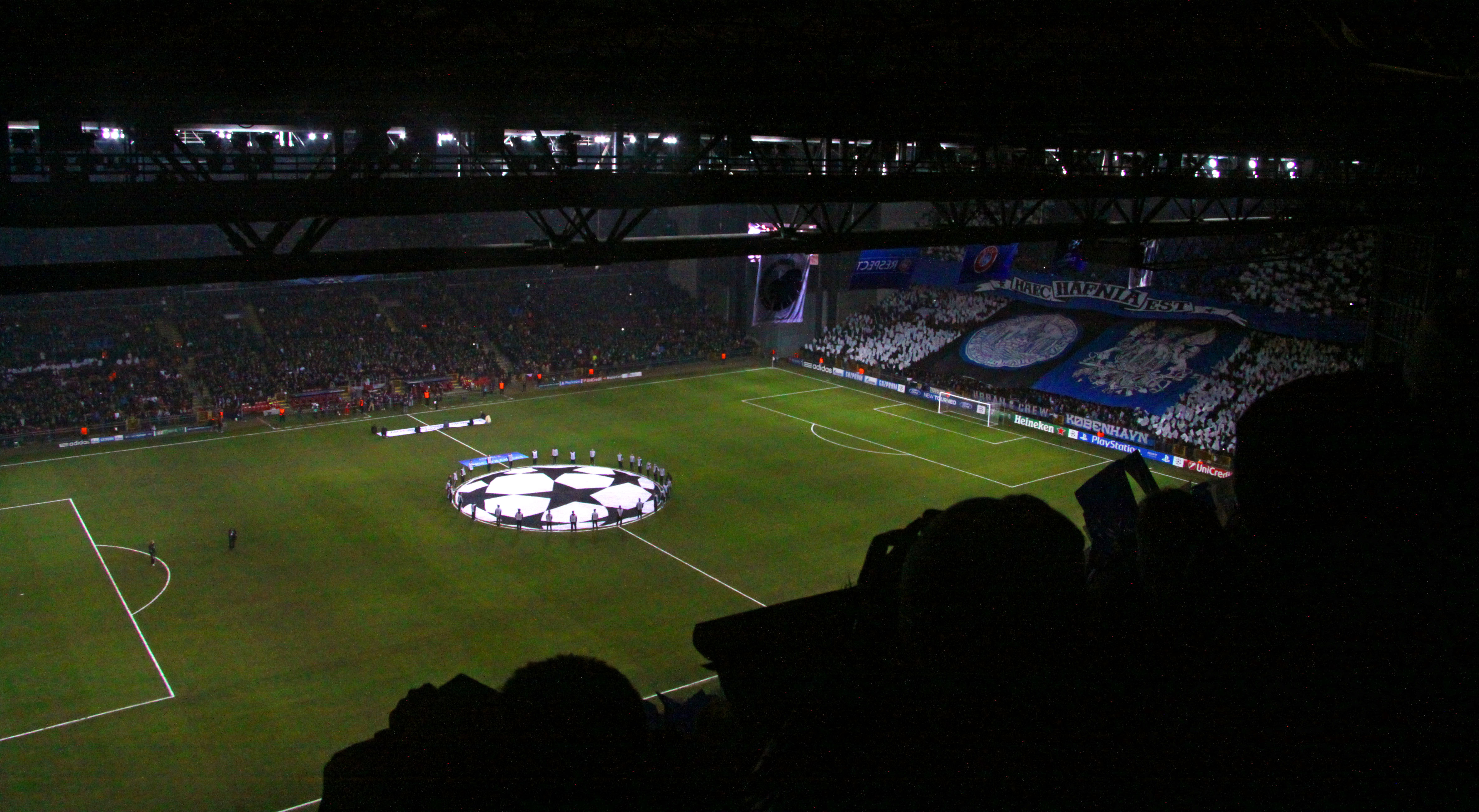
Partido de la Liga de Campeones de la UEFA ante el Real Madrid el 10 de diciembre de 2013 en el Parken.

El técnico inglés Roy Hodgson condujo al F. C. Copenhague a su segunda liga en la temporada 2000-01, con actuaciones destacadas del feroés Todi Jónsson (máximo goleador del club) y del sudafricano Sibusiso Zuma, quien marcó de chilena el tanto que certificaba el título. A partir de ese momento dominó el escenario nacional con tres Superligas (2002-03, 2003-04 y 2005-06) y se llevó también dos ediciones de la ya extinta Royal League de Escandinavia. En 2006-07, año del fichaje de Jesper Grønkjær, ganó la quinta liga y se metió en la fase de grupos de la Champions League por primera vez, después de eliminar al Ajax de Ámsterdam. Y en 2009 obtuvo un histórico doblete al hacerse también con la copa.
En la Liga de Campeones de la UEFA 2010-11 se convirtió en el primer club danés en superar la fase de grupos del torneo. La plantilla dirigida por Ståle Solbakken clasificó en segundo lugar del grupo, por detrás del F. C. Barcelona y delante del Rubín Kazán y Panathinaikos. No obstante, la aventura terminó en octavos de final frente al Chelsea F. C. En la Liga de Campeones de la UEFA 2023-24 vuelven a clasificarse a octavos de final ahora con Jacob Neestrup en el banquillo, tras quedar en segundo lugar por detrás del Bayern Múnich y delante del Galatasaray y sorpresivamente del Manchester United que acabaría último.

## Escudo y uniforme
El escudo del equipo es redondo y predomina el perfil de un león en color azul, rodeado por la inscripción "F.C. København" en la parte superior y una bandera de Dinamarca en la inferior.
El uniforme titular consta de una camiseta, pantalón y medias blancas con algunos detalles en azul. Los colores se heredaron del histórico Kjøbenhavns Boldklub para facilitar la identificación de los aficionados con la entidad. La alternativa ha sufrido cambios a lo largo de su historia. El fabricante de la ropa es Adidas y el patrocinio corre a cargo de la cervecera danesa Carlsberg.

## Estadio

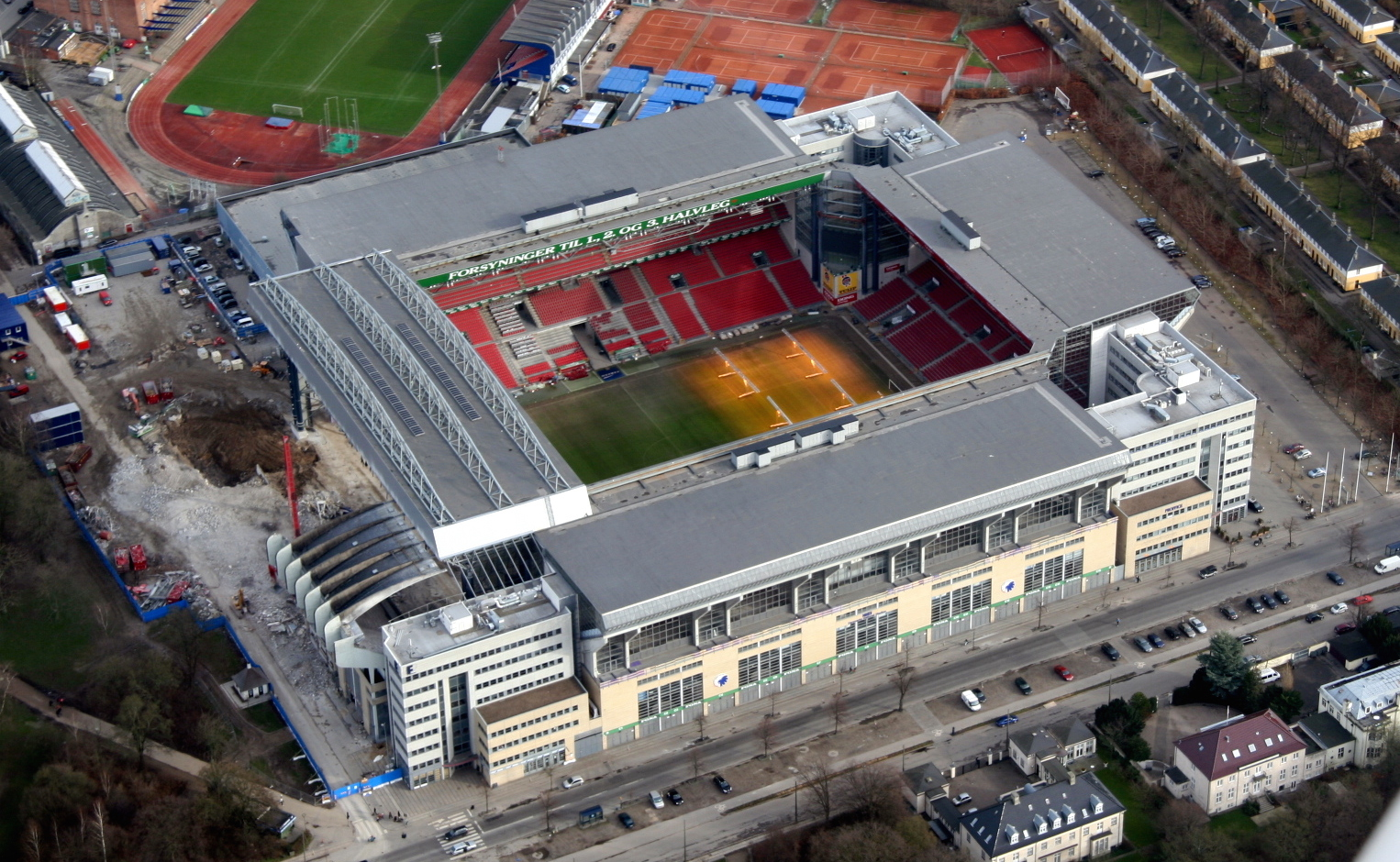
Vista aérea del Telia Parken.

El campo donde el F. C. Copenhague ejerce de local es el Estadio Parken (en danés Parken), conocido como Telia Parken por razones de patrocinio. Está situado en el céntrico distrito noreste de Indre Østerbro. Su aforo es de 42.305 espectadores, tiene césped natural y techo retráctil.
Fue inaugurado el 1 de septiembre de 1992 sobre los terrenos del antiguo Idrætsparken, estadio nacional desde 1911 hasta noviembre de 1990. Para la reconstrucción hubo que derruir casi toda la edificación original. El coste total fue de 640 millones de coronas danesas a cargo de la firma Baltica Finans A/S, y la Unión Danesa de Fútbol se comprometió a usarlo como sede de la selección de Dinamarca durante los próximos quince años.
En 1998 Parken Sport & Entertainment, máximo accionista del F. C. Copenhague, compró la instalación por 138 millones de coronas.
La UEFA le ha otorgado la calificación de cuatro estrellas, lo que permite albergar allí partidos de competiciones internacionales. Fue sede de la final de la Recopa de Europa en 1994 y de la Copa de la UEFA en 2000. Su techo retráctil le permitió acoger también la final a cuatro de la Liga de Campeones Europea de Balonmano 2011-12. En 2020 será una de las sedes de la Eurocopa de fútbol.

## Rivalidades

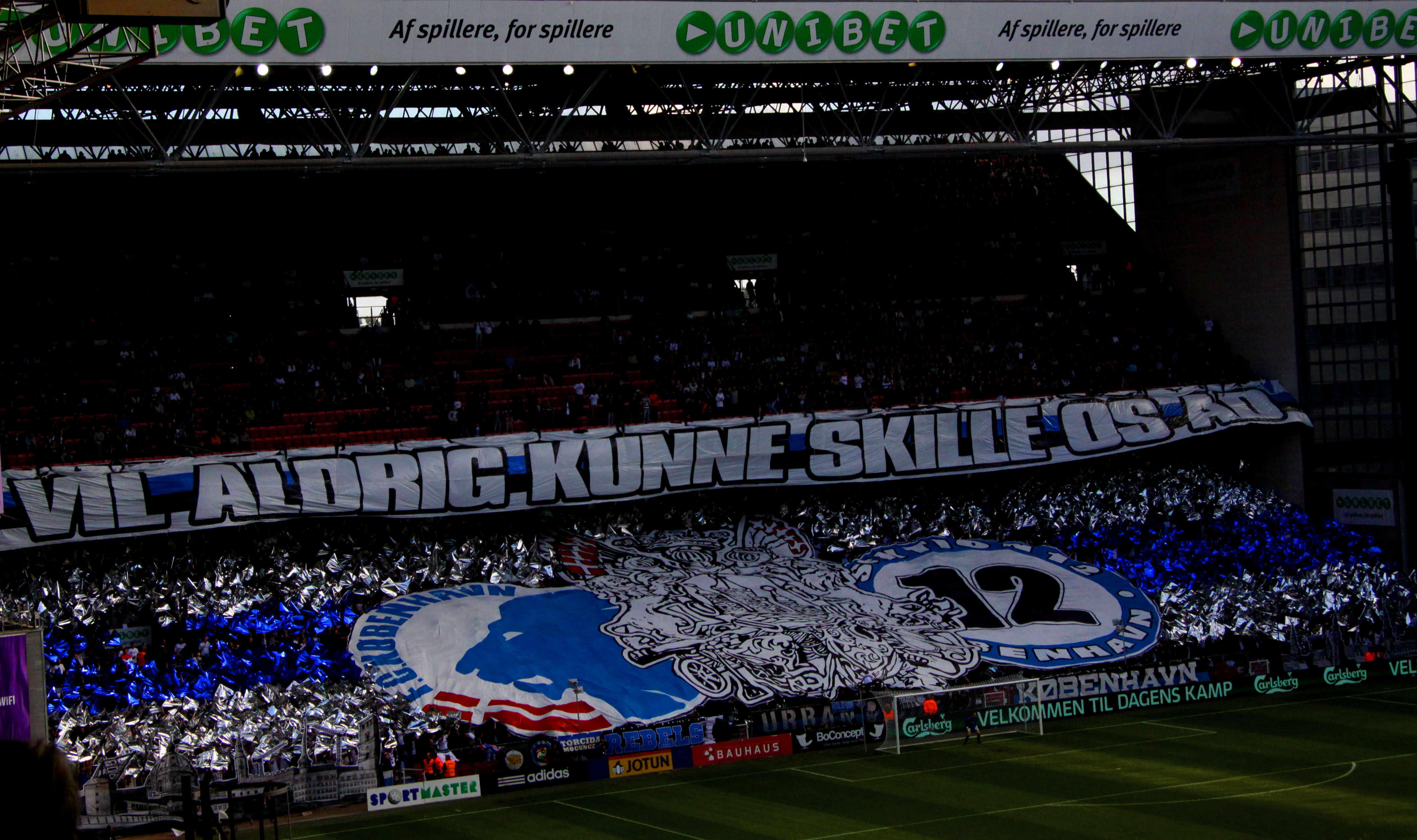
Aficionados del FC Copenhague antes de un derbi ante el Brøndby IF en el Parken, el 21 de septiembre de 2014.

El F. C. Copenhague disputa la llamada «Batalla de Copenhague» (en danés, Slaget om København), también conocida por New Firm, ante el Brøndby IF. Esta rivalidad es incluso anterior a la fundación del FCK, pues el antiguo Kjøbenhavns Boldklub es aún hoy el equipo con más ligas nacionales. No obstante, Brøndby le arrebató el dominio en la década de 1980 y ahora ambos compiten por la supremacía del panorama danés.
Mientras el FCK es el equipo de la capital, su rival se encuentra en el municipio de Brøndby, dentro de la Región Capital pero fuera de los límites de Copenhague.
El primer derbi se disputó el 6 de septiembre de 1992 en Brøndby Stadion y se saldó con un empate por 1:1.

## Entrenadores
El primer entrenador del FC Copenhague fue Benny Johansen, quien fue entrenador de uno de los clubes madre, el B 1903 Copenhague, antes de 1992.
El entrenador que más ha dirigido al club es Ståle Solbakken, que en sus dos periodos al mando del club conquistó ocho Superligas (2005–06, 2006–07, 2008–09, 2009–10, 2010–11, 2015–16, 2016–17 y 2018–19) y cuatro Copas de Dinamarca (2008–09, 2014–15, 2015–16 y 2016–17).
- Benny Johansen (1992–1994)
- Keld Kristensen (1994)
- Benny Johansen (1994–1995)
- Michael Schäfer (1995–1996)
- Kim Brink (1996–1997)
- Kent Karlsson (1997–1998)
- Kim Brink* (1998)
- Christian Andersen (1995–1996)
- Kim Brink (1999–2000)
- Roy Hodgson (2000–2001)
- Kent Karlsson (2001)
- Niels-Christian Holmstrøm* (2001)
- Hans Backe (2001–2005)
- Ståle Solbakken (2006–2011)
- Roland Nilsson (2011–2012)
- Carsten V. Jensen (2012)
- Ariël Jacobs (2012–2013)
- Ståle Solbakken (2013–2020)
- Hjalte Nørregaard* (2020)
- Jess Thorup (2020–2022)
- Jacob Neestrup (2022–)

## Datos del club
(Actualizado a la Temporada 2021-22)
- Temporadas en la Superliga de Dinamarca: 25

Debut: Temporada 1992-93
Mejor posición: 1º (15 veces)
Peor posición: 8º (2 veces)
Descensos: Ninguno
- Participaciones en la Liga de Campeones de la UEFA: 15

Mejor posición: Octavos de final (2010-11)
- Participaciones en la Liga Europa de la UEFA: 18

Mejor posición: Cuartos de final (1991-92 y 2019-20)
- Participaciones en la Liga Europa Conferencia de la UEFA: 1

Mejor posición: Octavos de final (2021-22)
- Participaciones en la Recopa de Europa de la UEFA: 4

Mejor posición: Octavos de final (1998-99)
- Participaciones en la Copa Intertoto de la UEFA: 2

Mejor posición: Fase de grupos (1996)

### Participación en competiciones de la UEFA

#### Por competición
Nota: En negrita competiciones activas.
| Competición                         | Temp. | PJ  | PG  | PE | PP | GF  | GC  | Dif. | Puntos | Títulos   |
| ----------------------------------- | ----- | --- | --- | -- | -- | --- | --- | ---- | ------ | --------- |
| Liga de Campeones de la UEFA        | 15    | 86  | 37  | 19 | 30 | 123 | 100 | +23  | 130    | –         |
| Liga Europa de la UEFA              | 18    | 116 | 44  | 32 | 40 | 149 | 124 | +25  | 164    | –         |
| Liga Europa Conferencia de la UEFA  | 1     | 14  | 10  | 2  | 2  | 40  | 18  | +22  | 32     | –         |
| Recopa de Europa de la UEFA         | 4     | 14  | 7   | 3  | 4  | 26  | 15  | +11  | 24     | –         |
| Copa Intertoto de la UEFA           | 2     | 6   | 3   | 2  | 1  | 8   | 8   | 0    | 11     | –         |
| Total                               | 40    | 236 | 101 | 58 | 77 | 346 | 265 | +81  | 361    | 0 títulos |
| Actualizado a la Temporada 2021-22. |       |     |     |    |    |     |     |      |        |           |

Fuente: uefa.com Archivado el 9 de marzo de 2018 en Wayback Machine.

#### Resultados
| Competicion UEFA | Competicion UEFA         | Competicion UEFA   | Competicion UEFA         | Competicion UEFA | Competicion UEFA | Competicion UEFA | Competicion UEFA |
| Temporada        | Torneo                   | Ronda              | Club                     | Casa             | Visita           | Global           |                  |
| ---------------- | ------------------------ | ------------------ | ------------------------ | ---------------- | ---------------- | ---------------- | ---------------- |
| 1992             | UEFA Intertoto Cup       | Grupo 1            | SK Sigma Olomouc         | 1–3              | 1-1              | 1º Lugar         |                  |
| 1992             | UEFA Intertoto Cup       | Grupo 1            | Grasshopper              | 2–1              | 3–0              | 1º Lugar         |                  |
| 1992             | UEFA Intertoto Cup       | Grupo 1            | Admira Wacker            | 5–3              | 2–0              | 1º Lugar         |                  |
| 1992–93          | UEFA Cup                 | 1                  | MP                       | 5–0              | 5–1              | 10–1             |                  |
| 1992–93          | UEFA Cup                 | 2                  | AJ Auxerre               | 0–2              | 0–5              | 0–7              |                  |
| 1993             | UEFA Intertoto Cup       | Grupo 3            | IFK Norrköping           | 0–3              |                  | 5º Lugar         |                  |
| 1993             | UEFA Intertoto Cup       | Grupo 3            | FC Lausanne-Sport        |                  | 1–3              | 5º Lugar         |                  |
| 1993             | UEFA Intertoto Cup       | Grupo 3            | FK Austria Wien          |                  | 0–1              | 5º Lugar         |                  |
| 1993             | UEFA Intertoto Cup       | Grupo 3            | Pogoń Szczecin           | 1–4              |                  | 5º Lugar         |                  |
| 1993–94          | UEFA Champions League    | 1                  | Linfield F.C.            | 4–0 (a.e.t.)     | 0–3              | 4–3              |                  |
| 1993–94          | UEFA Champions League    | 2                  | A.C. Milan               | 0–6              | 0–1              | 0–7              |                  |
| 1994–95          | UEFA Cup                 | Preliminar         | FC Jazz Pori             | 0–1              | 4–0              | 4–1              |                  |
| 1994–95          | UEFA Cup                 | 1                  | ŠK Slovan Bratislava     | 1–1              | 0–1              | 1–2              |                  |
| 1995–96          | UEFA Cup Winners' Cup    | 1                  | FC Hradec Králové        | 2–2              | 0–5              | 2–7              |                  |
| 1996             | UEFA Intertoto Cup       | Grupo 3            | Örebro SK                | 2−2              |                  | 2º Lugar         |                  |
| 1996             | UEFA Intertoto Cup       | Grupo 3            | NK Maribor               |                  | 1−0              | 2º Lugar         |                  |
| 1996             | UEFA Intertoto Cup       | Grupo 3            | FK Austria Wien          | 2−1              |                  | 2º Lugar         |                  |
| 1996             | UEFA Intertoto Cup       | Grupo 3            | Keflavík                 |                  | 2−1              | 2º Lugar         |                  |
| 1997–98          | UEFA Cup Winners' Cup    | 1                  | FC Ararat Yerevan        | 3–0              | 2–0              | 5–0              |                  |
| 1997–98          | UEFA Cup Winners' Cup    | 2                  | Real Betis               | 1–1              | 0–2              | 1–3              |                  |
| 1998–99          | UEFA Cup Winners' Cup    | Clasificatoria     | Qarabağ FK               | 6–0              | 4–0              | 10–0             |                  |
| 1998–99          | UEFA Cup Winners' Cup    | 1                  | PFC Levski Sofia         | 4–1              | 2–0              | 6–1              |                  |
| 1998–99          | UEFA Cup Winners' Cup    | 2                  | Chelsea F.C.             | 0–1              | 1–1              | 1–2              |                  |
| 1999             | UEFA Intertoto Cup       | 2                  | Polonia Warsaw           | 0–3              | 1–1              | 1–4              |                  |
| 2001–02          | UEFA Champions League    | 2ª Clasificatoria  | FC Torpedo Kutaisi       | 3–1              | 1–1              | 4–2              |                  |
| 2001–02          | UEFA Champions League    | 3ª Clasificatoria  | S.S. Lazio               | 2–1              | 1–4              | 3–5              |                  |
| 2001–02          | UEFA Cup                 | 1                  | FK Obilić                | 2–0              | 2–2              | 4–2              |                  |
| 2001–02          | UEFA Cup                 | 2                  | AFC Ajax                 | 0–0              | 1–0              | 1–0              |                  |
| 2001–02          | UEFA Cup                 | 3                  | Borussia Dortmund        | 0–1              | 0–1              | 0–2              |                  |
| 2002–03          | UEFA Cup                 | Clasificatoria     | FC Lokomotivi Tbilisi    | 3–1              | 4–1              | 7–2              |                  |
| 2002–03          | UEFA Cup                 | 1                  | Djurgårdens IF           | 0–0              | 1–3              | 1–3              |                  |
| 2003–04          | UEFA Cup                 | 1                  | Ferencváros              | 1–1 (a.e.t.)     | 1–1              | 2–2 (3-2 p)      |                  |
| 2003–04          | UEFA Cup                 | 2                  | RCD Mallorca             | 1–2              | 1–1              | 2–3              |                  |
| 2004–05          | UEFA Champions League    | 2ª Clasificatoria  | ND Gorica                | 0–5              | 2–1              | 2–6              |                  |
| 2005–06          | UEFA Cup                 | 2ª Clasificatoria  | Carmarthen Town AFC      | 2–0              | 2–0              | 4–0              |                  |
| 2005–06          | UEFA Cup                 | 1                  | Hamburg                  | 0–1              | 1–1              | 1–2              |                  |
| 2006–07          | UEFA Champions League    | 2ª Clasificatoria  | MyPa                     | 2–0              | 2–2              | 4–2              |                  |
| 2006–07          | UEFA Champions League    | 3ª Clasificatoria  | AFC Ajax                 | 1–2              | 2–0              | 3–2              |                  |
| 2006–07          | UEFA Champions League    | Grupo F            | S. L. Benfica            | 0–0              | 1–3              | 4º Lugar         |                  |
| 2006–07          | UEFA Champions League    | Grupo F            | Celtic F.C.              | 3–1              | 0–1              | 4º Lugar         |                  |
| 2006–07          | UEFA Champions League    | Grupo F            | Manchester United F.C.   | 1–0              | 0–3              | 4º Lugar         |                  |
| 2007–08          | UEFA Champions League    | 2ª Clasificatoria  | Beitar Jerusalem F.C.    | 1–0              | 1–1 (a.e.t.)     | 2–1              |                  |
| 2007–08          | UEFA Champions League    | 3ª Clasificatoria  | S. L. Benfica            | 0–1              | 1–2              | 1–3              |                  |
| 2007–08          | UEFA Cup                 | 1                  | RC Lens                  | 2–1 (a.e.t.)     | 1–1              | 3–2              |                  |
| 2007–08          | UEFA Cup                 | Grupo B            | Panathinaikos F.C.       | 0–1              |                  | 4º Lugar         |                  |
| 2007–08          | UEFA Cup                 | Grupo B            | FC Lokomotiv Moscow      |                  | 1–0              | 4º Lugar         |                  |
| 2007–08          | UEFA Cup                 | Grupo B            | Atlético Madrid          | 0–2              |                  | 4º Lugar         |                  |
| 2007–08          | UEFA Cup                 | Grupo B            | Aberdeen F.C.            |                  | 0–4              | 4º Lugar         |                  |
| 2008–09          | UEFA Cup                 | 1.ª Clasificatoria | Cliftonville F.C.        | 7–0              | 4–0              | 11–0             |                  |
| 2008–09          | UEFA Cup                 | 2ª Clasificatoria  | Lillestrøm SK            | 3–1              | 4–2              | 7–2              |                  |
| 2008–09          | UEFA Cup                 | 1                  | FC Moscú                 | 1–1              | 2–1              | 3–2              |                  |
| 2008–09          | UEFA Cup                 | Grupo G            | AS Saint-Étienne         | 1–3              |                  | 3º Lugar         |                  |
| 2008–09          | UEFA Cup                 | Grupo G            | Valencia CF              |                  | 1–1              | 3º Lugar         |                  |
| 2008–09          | UEFA Cup                 | Grupo G            | Rosenborg BK             | 1–1              |                  | 3º Lugar         |                  |
| 2008–09          | UEFA Cup                 | Grupo G            | Club Brugge KV           |                  | 1–0              | 3º Lugar         |                  |
| 2008–09          | UEFA Cup                 | 1/16               | Manchester City F.C.     | 2–2              | 1–2              | 3–4              |                  |
| 2009–10          | UEFA Champions League    | 2ª Clasificatoria  | FK Mogren                | 6–0              | 6–0              | 12–0             |                  |
| 2009–10          | UEFA Champions League    | 3ª Clasificatoria  | Stabæk                   | 3–0              | 0–0              | 3–1              |                  |
| 2009–10          | UEFA Champions League    | Playoff            | APOEL FC                 | 1–0              | 1–3              | 2–3              |                  |
| 2009–10          | UEFA Europa League       | Grupo K            | CFR Cluj                 | 2–0              | 0–2              | 2º Lugar         |                  |
| 2009–10          | UEFA Europa League       | Grupo K            | AC Sparta Prague         | 1–0              | 3–0              | 2º Lugar         |                  |
| 2009–10          | UEFA Europa League       | Grupo K            | PSV Eindhoven            | 1–1              | 0–1              | 2º Lugar         |                  |
| 2009–10          | UEFA Europa League       | 1/16               | Marseille                | 1–3              | 1–3              | 2–6              |                  |
| 2010–11          | UEFA Champions League    | 3ª Clasificatoria  | FC BATE Borisov          | 3–2              | 0–0              | 3–2              |                  |
| 2010–11          | UEFA Champions League    | Playoff            | Rosenborg BK             | 1–0              | 1–2              | 2–2 (a)          |                  |
| 2010–11          | UEFA Champions League    | Grupo D            | FC Rubin Kazan           | 1–0              | 0–1              | 2º Lugar         |                  |
| 2010–11          | UEFA Champions League    | Grupo D            | Panathinaikos F.C.       | 3–1              | 2–0              | 2º Lugar         |                  |
| 2010–11          | UEFA Champions League    | Grupo D            | FC Barcelona             | 1–1              | 0–2              | 2º Lugar         |                  |
| 2010–11          | UEFA Champions League    | 1/8                | Chelsea F.C.             | 0–2              | 0–0              | 0–2              |                  |
| 2011–12          | UEFA Champions League    | 3ª Clasificatoria  | Shamrock Rovers F.C.     | 1–0              | 2–0              | 3–0              |                  |
| 2011–12          | UEFA Champions League    | Playoff            | FC Viktoria Plzeň        | 1–3              | 1–2              | 2–5              |                  |
| 2011–12          | UEFA Europa League       | Grupo B            | FC Vorskla Poltava       | 1–0              | 1–1              | 3º Lugar         |                  |
| 2011–12          | UEFA Europa League       | Grupo B            | Standard Liège           | 0–1              | 0–3              | 3º Lugar         |                  |
| 2011–12          | UEFA Europa League       | Grupo B            | Hannover 96              | 1–2              | 2–2              | 3º Lugar         |                  |
| 2012–13          | UEFA Champions League    | 3ª Clasificatoria  | Club Brugge KV           | 0–0              | 3–2              | 3–2              |                  |
| 2012–13          | UEFA Champions League    | Playoff            | Lille OSC                | 1–0              | 0–2 (a.e.t.)     | 1–2              |                  |
| 2012–13          | UEFA Europa League       | Grupo E            | Molde FK                 | 2–1              | 2–1              | 3º Lugar         |                  |
| 2012–13          | UEFA Europa League       | Grupo E            | FC Steaua București      | 1–1              | 0–1              | 3º Lugar         |                  |
| 2012–13          | UEFA Europa League       | Grupo E            | VfB Stuttgart            | 0–2              | 0–0              | 3º Lugar         |                  |
| 2013−14          | UEFA Champions League    | Grupo B            | Real Madrid C. F.        | 0–2              | 0–4              | 4º Lugar         |                  |
| 2013−14          | UEFA Champions League    | Grupo B            | Galatasaray S.K.         | 1–0              | 1–3              | 4º Lugar         |                  |
| 2013−14          | UEFA Champions League    | Grupo B            | Juventus F.C.            | 1–1              | 1–3              | 4º Lugar         |                  |
| 2014–15          | UEFA Champions League    | 3ª Clasificatoria  | FC Dnipro Dnipropetrovsk | 2–0              | 0–0              | 2–0              |                  |
| 2014–15          | UEFA Champions League    | Playoff            | Bayer Leverkusen         | 2–3              | 0–4              | 2–7              |                  |
| 2014–15          | UEFA Europa League       | Grupo B            | Club Brugge KV           | 0–4              | 1–1              | 4º Lugar         |                  |
| 2014–15          | UEFA Europa League       | Grupo B            | Torino F.C.              | 1–5              | 0–1              | 4º Lugar         |                  |
| 2014–15          | UEFA Europa League       | Grupo B            | HJK                      | 2–0              | 1–2              | 4º Lugar         |                  |
| 2015–16          | UEFA Europa League       | 2ª Clasificatoria  | Newtown A.F.C.           | 2–0              | 3–1              | 5–1              |                  |
| 2015–16          | UEFA Europa League       | 3ª Clasificatoria  | FK Baumit Jablonec       | 2–3              | 1–0              | 3–3 (a)          |                  |
| 2016–17          | UEFA Champions League    | 2ª Clasificatoria  | Crusaders F.C.           | 6–0              | 3–0              | 9–0              |                  |
| 2016–17          | UEFA Champions League    | 3ª Clasificatoria  | FC Astra Giurgiu         | 3–0              | 1–1              | 4–1              |                  |
| 2016–17          | UEFA Champions League    | Playoff            | APOEL FC                 | 1–0              | 1–1              | 2–1              |                  |
| 2016–17          | UEFA Champions League    | Grupo G            | Leicester City F.C.      | 0–0              | 0–1              | 3º Lugar         |                  |
| 2016–17          | UEFA Champions League    | Grupo G            | FC Porto                 | 0–0              | 1–1              | 3º Lugar         |                  |
| 2016–17          | UEFA Champions League    | Grupo G            | Club Brugge KV           | 4–0              | 2–0              | 3º Lugar         |                  |
| 2016–17          | UEFA Europa League       | 1/16               | PFC Ludogorets Razgrad   | 0–0              | 2–1              | 2–1              |                  |
| 2016–17          | UEFA Europa League       | 1/8                | AFC Ajax                 | 2–1              | 0–2              | 2–3              |                  |
| 2017–18          | UEFA Champions League    | 2ª Clasificatoria  | MŠK Žilina               | 1–2              | 3–1              | 4–3              |                  |
| 2017–18          | UEFA Champions League    | 3ª Clasificatoria  | FK Vardar                | 4–1              | 0–1              | 4–2              |                  |
| 2017–18          | UEFA Champions League    | Playoff            | Qarabağ FK               | 2–1              | 0–1              | 2–2 (a)          |                  |
| 2017–18          | UEFA Europa League       | Grupo F            | FC Fastav Zlín           | 3–0              | 1–1              | 2º Lugar         |                  |
| 2017–18          | UEFA Europa League       | Grupo F            | FC Sheriff Tiraspol      | 2–0              | 0–0              | 2º Lugar         |                  |
| 2017–18          | UEFA Europa League       | Grupo F            | FC Lokomotiv Moscow      | 0–0              | 1–2              | 2º Lugar         |                  |
| 2017–18          | UEFA Europa League       | 1/16               | Atlético Madrid          | 1–4              | 0–1              | 1–5              |                  |
| 2018–19          | UEFA Europa League       | 1.ª Clasificatoria | KuPS                     | 1–1              | 1−0              | 2–1              |                  |
| 2018–19          | UEFA Europa League       | 2ª Clasificatoria  | Stjarnan                 | 2–0              | 5–0              | 7–0              |                  |
| 2018–19          | UEFA Europa League       | 3ª Clasificatoria  | PFC CSKA Sofia           | 2–1              | 2–1              | 4–2              |                  |
| 2018–19          | UEFA Europa League       | Playoff            | Atalanta                 | 0–0              | 0–0              | 0−0 (4−3 pen.)   |                  |
| 2018–19          | UEFA Europa League       | Grupo C            | Zenit San Petersburgo    | 1−1              | 0–1              | 4º Lugar         |                  |
| 2018–19          | UEFA Europa League       | Grupo C            | Bordeaux                 | 0–1              | 2−1              | 4º Lugar         |                  |
| 2018–19          | UEFA Europa League       | Grupo C            | Slavia Prague            | 0−1              | 0–0              | 4º Lugar         |                  |
| 2019–20          | UEFA Champions League    | 2ª Clasificatoria  | The New Saints           | 1−0              | 2−0              | 3−0              |                  |
| 2019–20          | UEFA Champions League    | 3ª Clasificatoria  | Estrella Roja            | 1–1              | 1–1              | 2−2 (6:7 p.)     |                  |
| 2019–20          | UEFA Europa League       | Play-Off           | Riga                     | 3−1              | 0–1              | 3−2              |                  |
| 2019–20          | UEFA Europa League       | Grupo B            | Lugano                   | 1−0              | 1−0              | 2º Lugar         |                  |
| 2019–20          | UEFA Europa League       | Grupo B            | Malmö                    | 0–1              | 1–1              | 2º Lugar         |                  |
| 2019–20          | UEFA Europa League       | Grupo B            | Dinamo de Kiev           | 1–1              | 1–1              | 2º Lugar         |                  |
| 2019–20          | UEFA Europa League       | 1/16               | Celtic                   | 1–1              | 3−1              | 4−2              |                  |
| 2019–20          | UEFA Europa League       | 1/8                | Istambul                 | 3−0              | 0–1              | 3−1              |                  |
| 2019–20          | UEFA Europa League       | 1/4                | Manchester United        | 0–1              | 0–1              | 0−1 (t. s.)      |                  |
| 2020-21          | UEFA Europa League       | 2ª Clasificatoria  | IFK Göteborg             | –                | 2–1              | 2−1              |                  |
| 2020-21          | UEFA Europa League       | 3ª Clasificatoria  | Piast Gliwice            | 3–0              | –                | 3−0              |                  |
| 2020-21          | UEFA Europa League       | Play-Off           | Rijeka                   | 0–1              | –                | 0−1              |                  |
| 2021-22          | Europa Conference League | 2ª Clasificatoria  | Torpedo Zhodino          | 4–1              | 5–0              | 9−1              |                  |
| 2021-22          | Europa Conference League | 3ª Clasificatoria  | Lokomotiv Plovdiv        | 4–2              | 1–1              | 5−3              |                  |
| 2021-22          | Europa Conference League | Play-Off           | Sivasspor                | 5–0              | 2–1              | 7−1              |                  |
| 2021-22          | Europa Conference League | Grupo F            | Slovan Bratislava        | 2–0              | 3–1              | 1º Lugar         |                  |
| 2021-22          | Europa Conference League | Grupo F            | Lincoln Red Imps         | 3–1              | 4–0              | 1º Lugar         |                  |
| 2021-22          | Europa Conference League | Grupo F            | PAOK                     | 1–2              | 2–1              | 1º Lugar         |                  |
| 2021-22          | Europa Conference League | 1/8                | PSV                      | 0–4              | 4–4              | 4−8              |                  |

## Palmarés

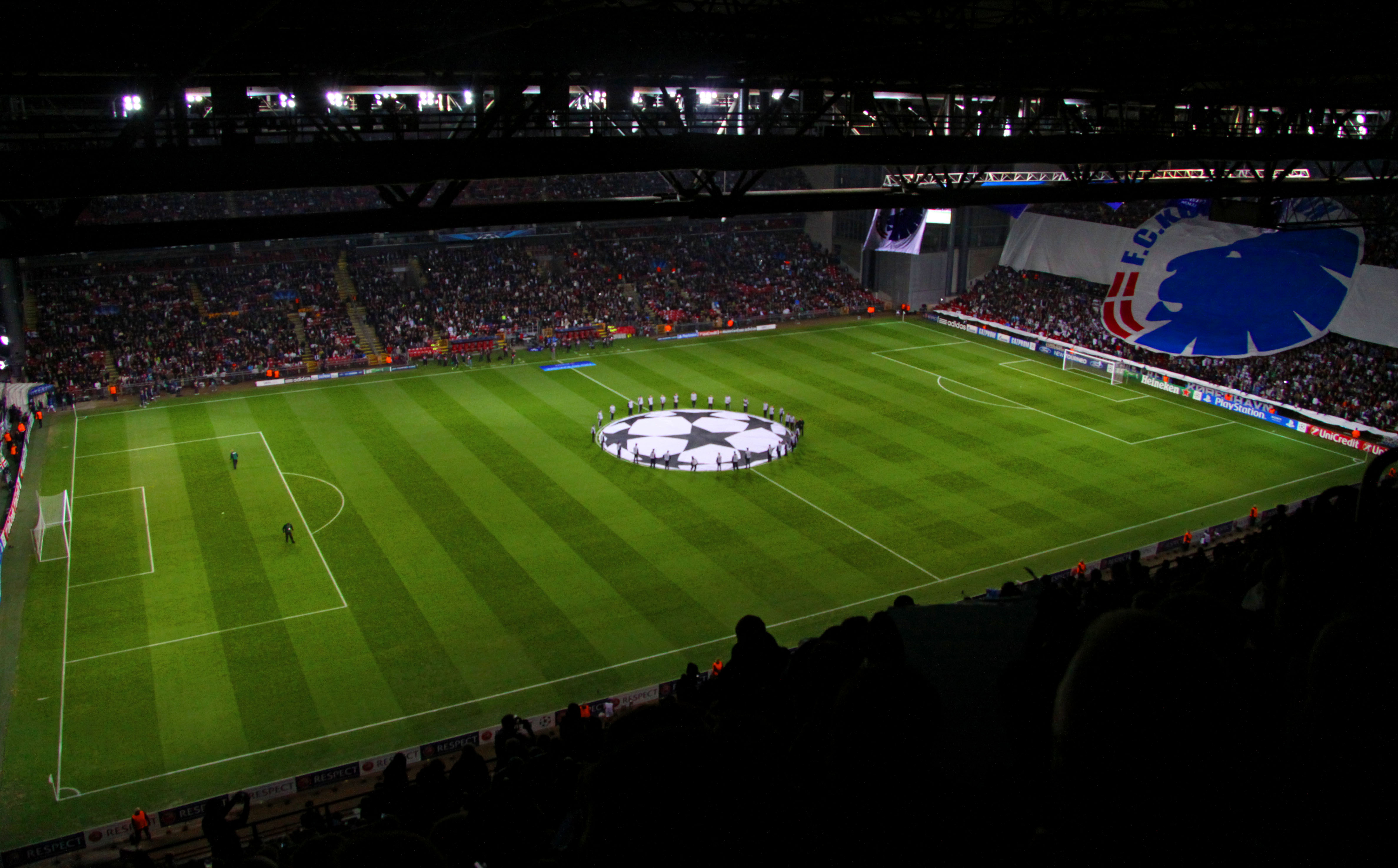
Partido de Liga de Campeones de la UEFA entre Copenhague y Juventus de Turín.

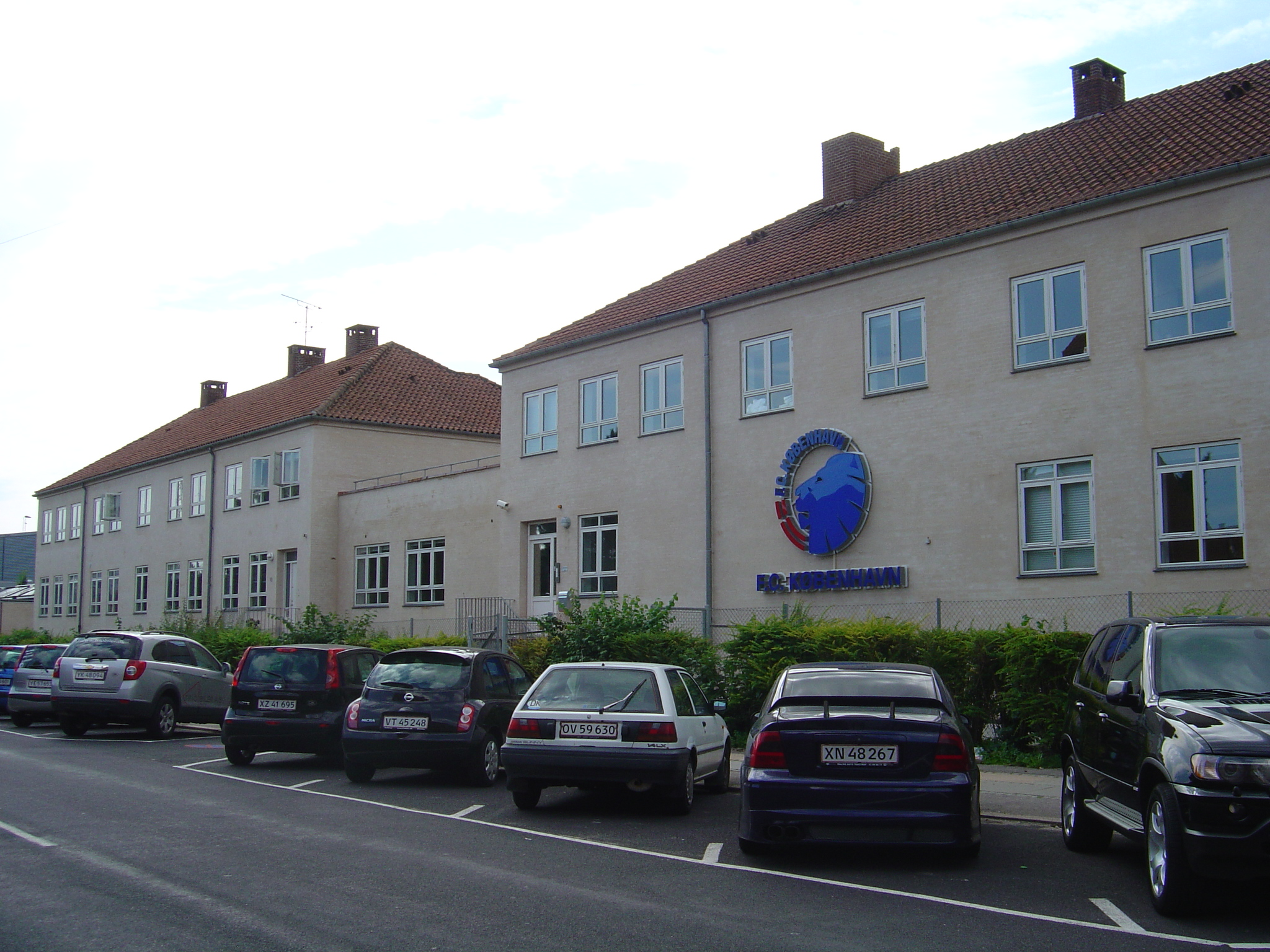
Los edificios que albergan parte del Centro de formación de Football Club Copenhague, Nummer 10.

### Torneos nacionales (30)
| Competiciones Nacionales   | Títulos                                                                                         | Subcampeonatos                            |
| -------------------------- | ----------------------------------------------------------------------------------------------- | ----------------------------------------- |
| Superliga (16)             | 1993, 2001, 2003, 2004, 2006, 2007, 2009, 2010, 2011, 2013, 2016, 2017, 2019, 2022, 2023, 2025. | 1994, 2002, 2005, 2012, 2014, 2015, 2020. |
| Copa de Dinamarca (10)     | 1995, 1997, 2004, 2009, 2012, 2015, 2016, 2017, 2023, 2025.                                     | 1998, 2002, 2007, 2014.                   |
| Supercopa de Dinamarca (3) | 1995, 2001, 2004.                                                                               | 1997.                                     |
| Copa de la Liga danesa (1) | 1996.                                                                                           | 2005, 2006.                               |

### Torneos internacionales
- Copa Intertoto de la UEFA (1): 1992 (compartido).

- Royal League de Escandinavia (2): 2004-05, 2005-06.

Finalista de la Royal League (1): 2006-07.
- King's Cup de Tailandia (1): 1994.

Finalista de la Copa del Sol (1): 2012.